# Nigella doerfleri
Nigella doerfleri är en ranunkelväxtart som beskrevs av Vierhapper. Nigella doerfleri ingår i släktet nigellor, och familjen ranunkelväxter. Inga underarter finns listade i Catalogue of Life.